# Catena del soccorso
Catena del soccorso o catena della sopravvivenza è un'espressione metaforica coniata dall'American Heart Association per esprimere, in modo sintetico e facilmente memorizzabile, l'approccio universalmente riconosciuto alla gestione degli interventi di primo soccorso in caso di arresto cardiaco.
La tempestività e precocità del soccorso e una corretta e non interrotta sequenza sono indicate come decisive in ordine all'esito positivo e alla sopravvivenza dell'assistito. 
La catena del soccorso è costituita da quattro fasi concatenate tra loro:
- Allarme precoce - rapida attivazione del sistema di emergenza 118.
- RCP precoce - inizio precoce delle procedure di rianimazione cardiopolmonare.
- Defibrillazione precoce -  utilizzo precoce del defibrillatore semi-automatico.
- ACLS precoce - ospedalizzazione e applicazione tempestiva delle procedure del soccorso medico avanzato.